# 贯山镇
贯山镇，原为贯山乡，是中华人民共和国四川省绵阳市江油市曾经下辖的一个镇。2019年12月，撤销贯山镇，将其所属行政区域划归大堰镇管辖。

## 行政区划
贯山镇撤销前下辖以下地区：
罐子包社区、高板村、马凤村、懒板凳村、清平村、三教村和老君殿村。